# Kampong Ayer
Kampong Ayer ("waterdorp") is het meest dichtbevolkte deel van de Bruneise hoofdstad Bandar Seri Begawan en bevindt zich in de rivier de Brunei en haar zijrivieren. Bij de volkstelling van 1991 woonden er 24 383 mensen, waarmee de kampong het dichtstbevolkte deel van Brunei vormde (de rest van Bandar Seri Begawan had toen 21 484 inwoners), ongeveer 10% van de hele bevolking van Brunei. Alle gebouwen van de kampong zijn gebouwd op palen in de rivier.
De kampong is bestuurlijk onderverdeeld in 6 mukims (stadsdistricten).

## Aanzicht en voorzieningen
Het dorp bestaat uit kleine dorpen die met elkaar zijn verbonden door meer dan 36 kilometer aan loopbruggen. Er zijn meer dan 4200 gebouwen, waaronder huizen, moskeeën, restaurants, winkels, scholen en een ziekenhuis. Voor snel vervoer zijn er private watertaxi's, die voor het merendeel lijken op lange houten speedboten.
Op afstand gezien ziet de kampong eruit als een sloppenwijk. Om de kampong in stand te houden levert de sultan van Brunei allerlei moderne voorzieningen als airconditioning, satelliettelevisie, internettoegang, leidingsystemen en elektriciteit. Sommige bewoners hebben potplanten of houden kippen. Het stadsdeel heeft een aantal fraai gedecoreerde historische houten gevels.
De kampong kampt met problemen als een dalende bevolking, de instroom van laagopgeleide bevolking, branden die van tijd tot tijd delen van de kampong in de as leggen en vervuiling. De overheid ondersteunt de verplaatsing van inwoners naar het vasteland, om de kampong zo vrij te houden van overbevolking.

## Geschiedenis
De kampong wordt al zeer lang bewoond en wordt voor het eerst genoemd onder sultan Mohammed Sjah (1363-1402).
Antonio Pigafetta gaf de plaats in 1521, tijdens het bezoek van de vloot van Ferdinand Magellaan, de bijnaam "Venetië van het oosten" en schreef dat er zich 25.000 huizen bevonden en dat er in het midden een paleis stond. Het stadsdeel vormt een belangrijk cultureel onderdeel van Brunei, daar hier de historische oorsprong van de Bruneise bevolking, wonend in huizen in de rivier, nog altijd goed tot uiting komt. Volgens professor geografie Abdul Aziz van de Universiti Brunei Darussalam is Kampong Ayer de grootste en beroemdste waternederzetting van Zuidoost-Azië, vormt het de historische kern van Brunei en was het een van de belangrijkste handelscentra van het land.
In 1958 werd de grote Sultan Omar Ali Saifuddin-moskee voltooid in de Kampong Ayer, die wordt gezien als een van de fraaiste gebouwen van het land.
Om Kampong Ayer te behouden heeft de overheid sinds de jaren 60 flink geïnvesteerd in zaken als houten loopbruggen die rusten op betonnen aanlegsteigers, waterleidingsystemen, riolering, elektriciteitsvoorzieningen, telefoonverbindingen, voorzieningen als de school, moskee, klinieken, een politiebureau en een brandweer te water. Voor deze voorzieningen betalen de inwoners een lage prijs per maand. Om het brandgevaar te weren worden door de overheid betonnen huizen gebouwd in de Kampong Ayer. In de nieuwere delen Kampong Bolkiah 'A', Kampong Bolkiah 'B' en Kampong Sungai Bunga zijn brandwerende voorzieningen aangebracht. Ook is een deel van de houten loopbruggen vervangen door betonnen loopbruggen.